# Oil
Oil – amerykańska grupa grająca chrześcijański thrash metal, uformowana w 1997 w Los Angeles. Rozpadła się po wydaniu drugiej płyty w 2003. Debiutowała EP "Oil" w 1997.

## Ostatni skład
- Blake Nelson - gitara
- Jonathan Thiemens - bas
- Jason Vander Pal - perkusja
- Ron Rinehart - wokal

## Dyskografia
- Oil (EP), 1997
- Refine (pełny album), 2000
- Choice Cuts Off the Chopping Block (album koncertowy), 2003